# 虫虫危机
是一部於1998年上映的美國電腦動畫冒险喜剧片，由皮克斯動畫工作室制作，华特迪士尼以及博偉影片發行公司发行。這是皮克斯製作的第二部電影，讲述了一群蚂蚁聘用了“勇士虫”来与贪婪的蚱蜢战斗，同时蚂蚁希望勇士虫能赶跑蚱蜢。本片由约翰·拉塞特和安德鲁·史坦顿执导。配音陣容包括 大衛·弗利、凱文·史貝西、茱莉·路易絲-卓佛、海蒂·潘妮迪亞、丹尼斯·利瑞、喬·拉恩夫特、大衛·海德·皮爾斯等人。
這部電影最初的靈感來自《伊索寓言》的《蚱蜢與螞蟻》。在1995年《玩具總動員》上映後便開始進行新作電影的規劃。《蟲蟲危機》劇本由斯坦頓和喜劇作家唐納德·麥肯納里和鮑勃·肖根據拉塞特、斯坦頓和喬·蘭夫特的編寫。電影中的螞蟻在經過重新設計後，更具吸引力，皮克斯的動畫部門更採用了創新數位動畫的技術製作作品。蘭迪·紐曼為這部電影創作了音樂。在製作過程中，由於其作品與夢工廠1998年上映電影《小蟻雄兵》題材過於相似，導致史蒂夫·賈伯斯與皮克斯的拉塞特，和夢工廠聯合創始人傑弗瑞·卡森伯格之間爆發一場有爭議的公開爭執。
《蟲蟲危機》於1998年11月20日上映，該部電影獲得好評，票房收入為 3.63億美元。這是第一部以數位方式逐幀傳輸並以DVD形式發行的電影，並已在家庭影像中多次發行。

## 劇情
在一個偏僻隱世的小池塘裏有一個小島，島上居住著成千上萬只螞蟻，故而被稱為“螞蟻島”。島上的螞蟻們辛勤地利用夏天屯積糧食過冬，卻每年都被一群以“霸王”為首的蚱蜢欺壓。年覆一年，螞蟻們不但都習以為常了，也沒有刻意想辦法扭轉情勢。有一天因為飛力的疏忽，而使得獻給蚱蜢們的貢品不小心全部掉進了池塘裏，霸王一怒之下，闖入了蟻穴，逼迫螞蟻們交出雙倍的糧食，否則就大開殺戒。
為了彌補自己的過錯，飛力毅然離開螞蟻窩計劃找尋一批可以協助它對抗蚱蜢的勇士蟲。沒想到，陰錯陽差之下，它帶回七只失業的馬戲團表演蟲回來。得知救兵並非真的是戰士後飛力很失望，在與他們的爭執中，誤入了鳥窩，遭到了小鳥的襲擊。所幸飛力急中生智，用聲東擊西的方法救出了夥伴們，擺脫了小鳥的襲擊。還讓螞蟻們相信了它們就是真正的戰士蟲，不僅如此，還讓飛力想到了一個好點子，就是做一只假鳥來嚇跑蚱蜢。
於是，大家就齊心協力一起製作完成了假鳥，將它藏在了樹上。本來計劃進行得很順利，豈料，馬戲團的跳蚤團長突然出現揭發了馬戲團團員的身份，使得飛力的謊言曝光，遭到了大家的唾罵和拋棄，被趕出了螞蟻島。無奈之下，飛力只好和馬戲團的蟲蟲們一起離開了螞蟻島。
霸王來後，見螞蟻們沒有交出足夠的糧食，就命令手下大肆破壞，逼迫螞蟻們交出所有的糧食。幸虧小公主小不點機智，早就準備了一個秘密地點，將所有的小螞蟻都藏了起來，才幸免於難，還無意中聽到了霸王的陰謀：吃掉蟻后並宣示永遠不讓螞蟻們有好日子過活。
為了拯救螞蟻島，小不點拼死飛出了螞蟻島，找到了飛力，將一切都告訴了他。得知事情嚴重後，飛力便定下計策，先帶領大家返回螞蟻島，讓馬戲團的人給霸王等人表演節目，吸引他們的注意力，並伺機救出蟻后。自己帶著小螞蟻軍團鉆進了假鳥之中，操縱假鳥攻擊蚱蜢，企圖嚇跑他們。
本來計劃進行得很順利，怎料不知情的跳蚤團長看見後，放了火把假鳥給燒了，使得計劃曝光，霸王發現後大發雷霆，命令手下將飛力給狠狠地毒打了一頓，並警告所有螞蟻不得違抗他的命令。看到霸王如此霸道狠毒，飛力勇敢的站了起來，教訓霸王，並說出了螞蟻的強大和毅力，成功喚醒了大家的勇氣和決心，飽受欺壓的螞蟻們終於忍無可忍，集體爆發，向蚱蜢發起了進攻。面對海潮般的蟻群，蚱蜢軍團潰不成軍，被打得落荒而逃。
全員成功抓住霸王並用砲彈將他驅離，但這時突然雨季到來下起豪雨，所有螞蟻和昆蟲被雨彈逃竄，而霸王趁機脫困，為了報仇雪恨，霸王便劫持了飛力，伺機逃跑，卻被雅婷公主乘機救下飛力。憤怒的霸王窮追不捨，危急關頭，飛力急中生智，將霸王引到了鳥窩邊，借小鳥之手除掉了作惡多端的霸王。雨季過後春天到來，使得螞蟻島引來了和平美好的生活，所有螞蟻們效用飛力的發明，雅婷公主最後繼任為新蟻后，故事結束。

## 配音員
| 配音                   | 配音                        | 配音          | 配音               | 角色                                |
| 美国                   | 台湾                        | 香港          | 中国大陆           | 角色                                |
| ---------------------- | --------------------------- | ------------- | ------------------ | ----------------------------------- |
| 大衛·弗利              | 任賢齊                      | 謝霆鋒        | 王磊               | 飛力（Flik），蚂蚁                  |
| 凱文·斯貝西            | 杜德勳                      | 黃秋生        | 韩童生             | 霸王（Hopper），蚱蜢                |
| 茱莉亚·路易斯-德瑞弗斯 | 陶晶瑩                      | 葉佩雯        | 李世荣             | 雅婷公主（Princess Atta），蚂蚁     |
| 希丹·彭尼蒂亞          | 陳若甄                      | 張潔瓊        | 周舟               | 小不點（Dot），蚂蚁                 |
| 菲利斯·狄勒            | 鄢蘭                        | 謝韞儀        |                    | 蟻后（The Queen），蚂蚁             |
| 理查德·坎德            | 姜先誠                      | 陳百祥        | 郭政建             | 毛頭（Molt），蚱蜢                  |
| 大衛·海德·皮爾斯       | 康殿宏                      | 鄧樹榮        | 张伟               | 阿竿（Slim），竹節蟲                |
| 喬·洛夫特              | 趙自強                      | 鄭則仕        | 李立宏             | 哈奇林（Heimlich），毛毛蟲          |
| 丹尼斯·利瑞            | 董至成                      | 吳國敬        | 程寅               | 法蘭絲（Francis），瓢蟲             |
| 喬納森·哈里斯          | 胡立成                      | 高翰文        | 党同义             | 曼尼（Manny），螳螂                 |
| 瑪德琳·卡恩            | 陳季霞                      | 李麗蕊        | 阚童利             | 吉普賽（Gypsy），舞毒蛾             |
| 邦妮·剛特              | 王彬                        | 林建明        | 徐晓青             | 蘿絲（Rosie），黑寡婦蜘蛛           |
| 米克·馬克肖恩          | 陳錫福 楊震                 | 黎海文 陳偉權 |                    | 狄瑞克和樂樂（Tuck and Roll），鼠婦 |
| 约翰·拉岑贝格尔        | 許效舜                      | 岑建勳        | 陆建艺             | 跳蚤團長（P.T. Flea），跳蚤         |
| 布拉德·加雷特          | 孫德成                      | 郭偉安        | 田波               | 迪姆（Dim），獨角仙                 |
| 羅迪·馬克道瓦          | 胡大衛                      | 黃子敬        | 高扬               | 索尼先生（Mr. Soil），蚂蚁          |
| 伊迪·迈克莱尔          | 崔幗夫                      | 徐愛貞        | 廖菁               | 蘿拉醫生（Dr. Flora），蚂蚁         |
| 艾利斯·洛克            | 楊少文                      | 甄錦華        | 茅菁               | 賀利（Thorny），蚂蚁                |
| 大衛·奧斯曼            | 柳超堅                      | 戴偉光        | 赵述仁             | 寇尼利（Cornelius），蚂蚁           |
|                        | 張宇文 張宇豪 楊小黎 楊佩潔 |               | 白玉林 阚童利 姚麟 |                                     |

## 票房
蟲蟲特工隊在美国的票房收入差不多1.62亿美元，而投资一共才4500万美元，在英国本片票房收入£28,824,239。

## 彩蛋
- 影片中城市里的蟲子餐馆是一个低脂猪油罐头盒。
- 影片中蟲子變魔術的中國餐盒（上有「山珍海味」四個中文字）在許多其他皮克斯電影也有出現。
- 玩具總動員系列的披薩星球卡車也出現在片中，那一幕後來在怪獸電力公司中也小小出現。
- 演员Roddy McDowell的最后一部电影。
- 馬戲團盒子的Casey Jr. Cookies字樣，出自迪士尼經典動畫長片中小飛象的馬戲團名稱Casey Jr。
- 昆蟲城市中出現獅子王的音樂劇看板。
- DVD版是首次采用全数字视频转录。
- Atta 是一种食叶蚂蚁的拉丁语名字。
- 本片是第一部以電腦制作的屏幕比例 2.35：1 电影。
- Flik配音Dave Foley，开始是要给Slim配音的，后来David Hyde Pierce做了。
- 隧道里的隧道是借喻史蒂夫·乔布斯（彼思和苹果公司CEO）苹果电脑专卖店中店的想法。
- 在幕後花絮中Flik曾喊出巴斯光年的經典台詞「飛向宇宙，浩瀚無垠!」(To Infinity... and Beyond)

### 与《玩具總動員》的关系
参看：《玩具總動員 2》中的幕後花絮

## 譯名問題
曾有消息指此片在中國大陸的譯名為「無產階級貧下中農螞蟻革命史」，後來有資料指該名稱純屬惡搞，並指中國大陸對此片的譯名為「螞蟻尖兵」。但实际上这一名称是《小蟻雄兵》的大陆译名，与《虫虫危机》也无关，大陆译名与台湾译名相同，均系《虫虫危机》。

## 短片
在此片上映前一年，即1997年，彼思制作了《基里先生的西洋棋》。此片获得奥斯卡最佳动画短片奖。